# Застув-Карчміський
Застув-Карчміський (пол. Zastów Karczmiski) — село в Польщі, у гміні Вількув Опольського повіту Люблінського воєводства.
Населення — 261 особа (2011).

## Демографія
Демографічна структура станом на 31 березня 2011 року:
|          | Загалом | Допрацездатний вік | Працездатний вік | Постпрацездатний вік |
| -------- | ------- | ------------------ | ---------------- | -------------------- |
| Чоловіки | 131     | 25                 | 88               | 18                   |
| Жінки    | 130     | 25                 | 62               | 43                   |
| Разом    | 261     | 50                 | 150              | 61                   |